# 2023
2023 (MMXXIII) е обикновена година, започваща в неделя според григорианския календар. Тя е 2023-та година от новата ера, двадесет и третата от третото хилядолетие и четвъртата от 2020-те.
Съответства на:
- 1472 година по Арменския календар
- 7531 година по Прабългарския календар
- 6774 година по Асирийския календар
- 2974 година по Берберския календар
- 1385 година по Бирманския календар
- 2567 година по Будисткия календар
- 5783 – 5784 година по Еврейския календар
- 2015 – 2016 година по Етиопския календар
- 1401 – 1402 година по Иранския календар
- 1444 – 1445 година по Ислямския календар
- 4719 – 4720 година по Китайския календар
- 1739 – 1740 година по Коптския календар
- 4356 година по Корейския календар
- 2566 година по Тайландския слънчев календар
- 112 година по Чучхе календара

## Събития
- 1 януари – Хърватия приема еврото и става 20-ата страна в Еврозоната и Шенгенското пространство.[1]
- 23 януари – Самолетът при полет 691 на „Йети Еърлайнс“ се разбива близо до международното летище „Покхара“, Непал и убива всички 72 души на борда.
- 2 април – Парламентарни избори в България
- 4 април – Финландия става 31-ият член на НАТО[2]
- 13 април – Европейската космическа агенция изстрелва Jupiter Icy Moons Explorer (JUICE), който да изследва за живот луните на Юпитер. Очаква се апаратът да стигне дестинацията си през 2031 г.[3]
- 14 май – 28 май – президентски избори в Турция
- 29 октомври – 5 ноември – местни избори в България

## Починали

### Януари
- 1 януари – Антон Кръстев, български футболист (* 1940 г.)[3]
- 3 януари
  - Уолтър Кънингам, американски астронавт (* 1932 г.)[4]
  - Любен Зидаров, български художник (* 1923 г.)[5]
  - Руслан Хасбулатов, руски учен и политик (* 1942 г.)[6]
- 5 януари
  - Ърл Боуен, американски актьор, известен с озвучаването на анимации и видеоигри (* 1941 г.)[7]
  - Ернесто Кастано, италиански футболист (* 1939 г.)
- 6 януари – Джанлука Виали, италиански футболист и треньор (* 1964 г.)[8]
- 8 януари – Ръсел Банкс, американски писател (* 1940 г.)
- 10 януари
  - Константинос II, гръцки крал (* 1940 г.)[9]
  - Асен Селимски, български оперен певец (* 1930 г.)[10]
  - Джеф Бек, английски рок музикант (* 1944 г.)[11]
- 12 януари
  - Елка Константинова – български литературовед (* 1932 г.)[12]
  - Лиза Мари Пресли, американска певица (* 1968 г.)
  - Нурие Дерменджиева, българска столетница (* 1912 г.)[13]
- 14 януари
  - Георги Харалампиев, български футболист и треньор (* 1942 г.)[14]
  - Димитър Вичев, български футболист (* 1951 г.)
- 15 януари – Вахтанг Кикабидзе, грузински певец, автор на песни, актьор, режисьор и сценарист (* 1938 г.)[15]
- 16 януари – Джина Лолобриджида, италианска актриса (* 1927 г.)
- 17 януари – Люсил Рандон, френска монахиня (* 1904 г.)
- 18 януари – Дейвид Кросби, американски кънтри рок автор на песни и музикант (* 1941 г.)
- 22 януари – Хосеин Шахаби, филмов режисьор (* 1967 г.)
- 23 януари – Алваро Колом, президент на Гватемала в периода 2008 – 2012 г. (* 1951 г.)
- 24 януари – Балкришна Доши, индийски архитект (* 1927 г.)
- 27 януари – Александър Кравчук, полски историк и политик (* 1922 г.)
- 30 януари – Боби Хъл, канадски играч на хокей на лед (* 1939 г.)

### Февруари
- 2 февруари – Жан-Пиер Жабуй, френски пилот от Формула 1 (* 1942 г.)
- 3 февруари – Пако Рабан, испански моден дизайнер (* 1934 г.)
- 4 февруари
  - Гинка Станчева – българска актриса (* 1932 г.)[16]
  - Шериф Исмаил – министър-председател на Египет (* 1955 г.)
- 5 февруари – Первез Мушараф, президент на Пакистан (* 1943 г.)
- 6 февруари – Лубомир Щроугал, министър-председател на Чехословакия (* 1924 г.)
- 8 февруари
  - Мирослав Блажевич, югославски футболист и треньор (* 1935 г.)
  - Бърт Бакарах – американски композитор (* 1928 г.)
  - Иван Силаев – председател на Съвета на министрите на СССР (* 1930 г.)
- 9 февруари – Маркос Алонсо, испански футболист (* 1959 г.)
- 10 февруари – Сергей Терещенко, министър-председател на Казахстан (* 1951 г.)
- 11 февруари – Ханс Модров, немски политик, член на Европейския парламент (* 1928 г.)
- 13 февруари – Хосе Мария Хил-Роблес, испански политик, председател на Европейския парламент (* 1935 г.)
- 15 февруари
  - Пол Бърг, американски биохимик, носител на Нобелова награда за химия (* 1926 г.)
  - Ракел Уелч, американска актриса, носителка на Златен глобус (* 1940 г.)
  - Стефан Дамянов, български стопански деец и общественик, кмет на община Казанлък в периода 2003 – 2011 г. (* 1938 г.)[17]
- 17 февруари
  - Стела Стивънс, американска актриса (* 1938 г.)
  - Кеазим Исинов, български художник, живописец (* 1940 г.)[18]
- 18 февруари – Петър Жеков, български футболист (* 1944 г.)
- 19 февруари – Ричард Белзър, американски актьор и комик (* 1944 г.)[19]
- 21 февруари – Амансио Амаро, испански футболист (* 1939 г.)
- 22 февруари – Ахмед Курей, палестински политик, бивш председател на законодателния съвет на Палестина (* 1937 г.)
- 23 февруари – Джон Мотсън, британски коментатор (* 1945 г.)
- 24 февруари – Уолтър Майриш, американски филмов продуцент (* 1921 г.)
- 26 февруари
  - Анита Коларова, българска поетеса (* 1940 г.)
  - Робърт Юджийн Ричардс, американски атлет (* 1926 г.)
- 27 февруари
  - Жерар Латортю, политик от Хаити (* 1934 г.)
  - Бърни Матинсън, американски аниматор, работещ в „Дисни“ (* 1935 г.)[20]

### Март
- 1 март – Жюст Фонтен, френски футболист (* 1933 г.)
- 2 март – Уейн Шортър, американски джаз музикант и композитор (* 1933 г.)
- 3 март
  - Рафаел Виньоли, уругвайско-американски архитект (* 1944 г.)
  - Том Сайзмор – американски актьор (* 1961 г.)
- 5 март – Ромуалдо Арпи Фильо, бразилски футболен съдия (* 1939 г.)
  - Клаус Бонзак, немски спортист олимпиец (* 1941 г.)
  - Гари Росингтън, американски музикант (* 1951 г.)
  - Шозо Сасахара – японски спортист-олимпиец (* 1929 г.)
- 6 март – Павел Харин, руски спортист (* 1927 г.)
- 7 март
  - Георги Чаушов, български карикатурист и аниматор (* 1938 г.)
  - Пат Маккормик, американски спортист (* 1930 г.)
- 8 март – Хаим Топол, израелски актьор (* 1935 г.)
- 9 март – Робърт Блейк, американски актьор (* 1933 г.)
- 17 март
  - Иван Джамбазов, български актьор (* 1932 г.)[21]
  - Ланс Редик, американски актьор (* 1962 г.)
  - Дубравка Угрешич, хърватска писателка (* 1949 г.)
- 28 март – Мерсия Макдермот, британска историчка (* 1927 г.)[22]
- 31 март – Христо Живков, български актьор (* 1975 г.)[23]

### Април
- 6 април – Пол Катърмоул, английски певец и актьор (* 1977 г.)
- 16 април – Ахмад Джамал, американски джаз пианист и композитор (* 1930 г.)
- 22 април
  - Лен Гудман, британски танцьор (* 1944 г.)[24]
  - Бари Хъмфрийс, британски актьор, комик и драг кралица (* 1934 г.)[25]
- 25 април – Хари Белафонте, американски актьор, певец и борец за граждански права (* 1927 г.)[26]

### Май
- 5 май
  - Самуел Дурънс, американски учен и астронавт (* 1943 г.)
  - Филип Солерс, френски писател и философ (* 1936 г.)
- 11 май
  - Емилия Радева, българска актриса (* 1932 г.)[27]
  - Андраш Адорян, унгарски гросмайстор (* 1950 г.)
- 15 май – Робърт Лукас, американски икономист, носител на Нобелова награда за икономика (* 1937 г.)
- 24 май – Тина Търнър, американска певица и киноактриса (* 1939 г.)[28]
- 29 май – Харалд цур Хаузен, германски лекар, носител на Нобеловата награда за медицина (* 1936 г.)

### Юни
- 5 юни – Аструд Жилберту, бразилска певица (* 1940 г.)
- 6 юни – Франсоаз Жило, френска художничка (* 1921 г.)
- 7 юни – Дейвид Славчев, български актьор и репортер (* 1971 г.)
- 9 юни – Мария Петрова, шлагерна певица, изпълнителка на стари градски песни (* 1940 г.)
- 10 юни – Теодор Качински (Юнабомбър), американски терорист (* 1942 г.)
- 12 юни
  - Силвио Берлускони, италиански бизнесмен, политик и три пъти министър-председател на Италия (* 1936 г.)
  - Трийт Уилямс, американски актьор (* 1951 г.)
- 22 юни – Хари Марковиц, американски икономист, носител на Нобелова награда за икономика (* 1927 г.)
- 23 юни – Фредерик Форест, американски актьор (* 1936 г.)
- 25 юни – Джон Гудинаф, американски физик, носител на Нобелова награда за химия (* 1922 г.)[29]
- 28 юни – Христо Друмев, български общественик (* 1932 г.)[30]
- 29 юни
  - Анжел Вагенщайн, български режисьор, писател и сценарист (* 1922 г.)[31]
  - Алън Аркин, американски актьор, носител на „Оскар“ за ролята му в „Мис Слънчице“ (* 1934 г.)[32]

### Юли
- 6 юли – Джими Уелдън, американски актьор, известен с озвучаването на Патето Яки (* 1923 г.)[33]
- 11 юли – Милан Кундера, чешко-френски писател (* 1929 г.)[34]
- 16 юли – Джейн Бъркин, британска актриса и певица (* 1946 г.)[35]
- 21 юли – Тони Бенет, американски певец (* 1926 г.)[36]
- 24 юли
  - Сейичи Моримура, японски писател (* 1933 г.)[37]
  - Тревър Франсис, английски футболист (* 1954 г.)[38]
- 26 юли – Шинейд О’Конър, ирландска певица (* 1966 г.)[39]
- 27 юли – Димитър Герасимов, български актьор, озвучаващ актьор и певец (* 1947 г.)[40]
- 28 юли – Иван Димовски, български математик (* 1934 г.)
- 30 юли – Пол дьо Сеневил, френски композитор

### Август
- 11 август – Николай Маринчешки, български фехтовач (* 1957 г.)
- 15 август – Вечеслав Тунев, български журналист (* 1948 г.)
- 16 август – Алексей Петров, български бизнесмен (*1962 г.)
- 22 август – Тото Кутуньо, италиански певец (* 1943 г.)[41]
- 23 август – Евгений Пригожин, руски бизнесмен (* 1961 г.)
- 29 август – Николай Колев – Босия, български дисидент, поет и журналист (* 1951 г.)[42]
- 30 август – Мохамед ал-Файед, египетски бизнесмен и милиардер (* 1929 г.)[43]

### Септември
- 4 септември
  - Стив Харуел, американски певец (* 1967 г.)
  - Ферид Мурад, албанско-американски фармаколог, носител на Нобелова награда за физиология или медицина за 1998 г. (* 1936 г.)[44]
- 13 септември – Ставри Калинов, български скулптор и живописец (* 1944 г.)
- 15 септември – Фернандо Ботеро, колумбийски скулптор и художник (* 1932 г.)
- 19 септември
  - Дейвид Маккалъм, британски актьор (* 1933 г.)
  - Джани Ватимо, италиански философ и политик (* 1936 г.)
- 20 септември – Тошо Тошев, български журналист и издател (* 1942 г.)[45]
- 21 септември – Мая Георгиева, българска волейболистка (* 1955 г.)[46]
- 22 септември – Джорджо Наполитано, италиански политик, президент на Италия от 2006 до 2015 г. (* 1925 г.)[47]
- 28 септември
  - Майкъл Гамбън, британски актьор (* 1940 г.)[48]
  - Светлозар Игов, български учен, литературен критик и историк, есеист, поет, белетрист и преводач (* 1945 г.)[49]
- 29 септември – Даян Файнстайн, американска политичка, кметица на Сан Франциско (1978 – 1988) и сенаторка от Калифорния (1992 – 2023) (* 1933 г.)[50]

### Октомври
- 4 октомври – Васко Лазаров, български народен певец (* 1964 г.)
- 8 октомври – Ласло Шойом, унгарски политик, президент на Унгария (* 1942 г.)
- 13 октомври – Луиз Глик, американска поетеса (* 1943 г.)
- 14 октомври – Пайпър Лори, американска актриса (* 1932 г.)
- 15 октомври – Сюзан Самърс, американска актриса и бизнесдама (* 1946 г.)[51]
- 16 октомври – Марти Ахтисаари, президент на Финландия, носител на Нобеловата награда за мир през 2008 г. (* 1937 г.)[52]
- 21 октомври – Боби Чарлтън, английски футболист (* 1937 г.)[53]
- 27 октомври – Ли Къцян, китайски политик, премиер на Китайската народна република от 2013 до 2023 г. (* 1955 г.)[54]
- 28 октомври – Матю Пери, канадско-американски актьор (Чандлър Бинг в „Приятели“) (* 1969 г.)
- 31 октомври – Томас Матингли, американски астронавт и военен (* 1936 г.)

### Ноември
- 2 ноември – Юрий Темирканов, руски диригент (* 1938 г.)
- 6 ноември – Ивайло Дичев, български антрополог, социолог и писател (* 1955 г.)[55]
- 7 ноември – Франк Борман, американски астронавт (* 1928 г.)
- 11 ноември – Ферарио Спасов, български футболист и треньор по футбол (* 1962 г.)
- 12 ноември – Валентина Шулгина, съветска и руска медицинска сестра (* 1922 г.)
- 16 ноември – Мето Йовановски, северномакедонски актьор (* 1946 г.)[56]
- 19 ноември
  - Розалин Картър, 39-тата първа дама на САЩ (1977 – 1981), съпруга на президента Джими Картър (* 1927 г.)[57]
  - Андрей Дреников, български композитор (* 1950 г.)[58]
- 22 ноември
  - Людмил Тодоров, български режисьор, писател, актьор и сценарист (* 1955 г.)[59]
  - Еманюел Льо Роа Ладюри, френски историк (* 1929 г.)
- 27 ноември – Мери Клийв, американска астронавтка (* 1947 г.)
- 29 ноември
  - Хенри Кисинджър, немско-американски политик, съветник по националната сигурност на президента (1969 – 1975) и държавен секретар на САЩ (1973 – 1977) (* 1923 г.)[60]
  - Ивайло Знеполски, български философ и културолог (1940 г.)[61]

### Декември
- 4 декември – Кета Лават, мексиканска актриса (* 1929 г.)
- 12 декември – Милко Диков, български художник – карикатурист (* 1930 г.)[62]
- 16 декември – Антонио Негри, италиански философ (* 1933 г.)
- 17 декември – Никола Пъдевски, български шахматист – третият гросмайстор от България (* 1933 г.)[63]
- 21 декември – Робърт Солоу, американски икономист, носител на Нобелова награда за икономика (* 1924 г.)
- 24 декември – Василис Карас, гръцки певец (* 1953 г.)
- 27 декември – Жак Делор, френски политик (* 1925 г.)

## Нобелови лауреати
- Икономика – Клаудия Голдин
- Литература – Юн Фосе
- Медицина – Каталин Карико и Дрю Уейсман
- Мир – Наргиз Мохамади
- Физика – Ан Л'Юие, Ференц Краус и Пиер Агостини
- Химия – Мунжи Бауенди, Луис Брус и Алексей Екимов